# ES-CONNEXION
ES-CONNEXION(이에스 커넥션／일본어: イ―エス コネクション)은 일본의 3인조 음악 유니트이며, TWO-MIX의 전신이다.

## 멤버
- MINAMI　(타카야마 미나미(일본어: 高山みなみ)，1964년 5월 5일 - )：보컬，작곡，편곡 담당이다.
  - 도쿄도(東京都) 출신의 성우, 가수이다.
- 나가노 시이나　(일본어: 永野椎菜，1965년 11월 11일 - )：작사，키보드 담당이다.
  - 쿠마모토 현(熊本県)출신의 작사가, 뮤지션이다.
- 아부카와 오사무　(일본어: 虻川治，생년월일 비공개)：기타 담당이다.
  - 가고시마현(鹿児島県)사츠마센다이 시(薩摩川内市)출신이다.

## 개요
멤버는 성우이자 1992년에 솔로앨범을 발표한 타카야마 미나미(高山みなみ)，나가이 마리코(일본어: 永井真理子), 하야시바라 메구미(일본어: 林原めぐみ) 등의 아티스트에게 작사를 제공한 작사가 나가노 시이나(永野椎菜)，타카야마 미나미의 솔로 라이브때 연주자로 참가했었던 기타리스트 아부카와 오사무(虻川治)의 3인조 유니트로, 1994년에 결성,미니앨범 RHYTHMIX를 발매하여 데뷔하였다.
앨범 발매후, 총 3회 라이브 공연 개최로 메이저보다는 주로 라이브활동 위주의 인디즈 활동을 전개하였으나, 1995년 아부카와 오사무가 탈퇴하고 남아있던 멤버 타카야마 미나미와 나가노 시이나의 TWO-MIX 데뷔가 결정되면서 해체되었다.

## 디스코그라피

### 앨범
- RHYTHMIX(1994년 3월 25일) / TDCT-1029

※1998년 3월 21일에 재발매되었다.(CD번호：TDCA-2005 /발매원：반다이 뮤직 엔터테인먼트)